# Park Tae-joon (Taekwondoin)
Park Tae-joon (koreanisch 박태준; * 6. Juni 2004 in Ulsan) ist ein südkoreanischer Taekwondoin. Er startet in der Gewichtsklasse bis 58 Kilogramm.

## Erfolge
Park Tae-joon sicherte sich international seine erste Medaille bei den Asienmeisterschaften 2022 in Chuncheon. In der Gewichtsklasse bis 54 Kilogramm wurde er sogleich Asienmeister. Im Jahr darauf gelang ihm in Baku in derselben Gewichtsklasse auch der Titelgewinn bei den Weltmeisterschaften, nachdem er sich im Finale gegen Hugo Arillo aus Spanien durchgesetzt hatte. 2024 wurde Park in Đà Nẵng in der Gewichtsklasse bis 58 Kilogramm Vizeasienmeister hinter dem Iraner Mehdi Hayimusai.
Bei den Olympischen Spielen 2024 in Paris erreichte Park in seiner Konkurrenz bis 58 Kilogramm nach einem 2:0-Auftakterfolg gegen Yohandri Granado aus Venezuela das Viertelfinale, in dem er den Franzosen Cyrian Ravet mit 2:1 besiegte. Auch das anschließende Halbfinale gegen den Tunesier Mohamed Khalil Jendoubi gewann Park, diesmal wieder mit 2:0. Dasselbe Ergebnis folgte im Finale gegen Gashim Magomedov aus Aserbaidschan, sodass er als Olympiasieger die Goldmedaille erhielt.